# 马泽拉
马泽拉（法語：Mazeirat，法語發音：[mazeʁa]）是法国克勒兹省的一个市镇，属于盖雷区。

## 地理
马泽拉（46°8'32"N, 1°58'52"E）面积7.8 平方千米，位于法国新阿基坦大区克勒兹省，该省份为法国中部省份，位于法國中央高原西北部，北起安德尔省和谢尔省，西接维埃纳省，南至科雷兹省，东临多姆山省，东北与阿列省接壤。
与马泽拉接壤的市镇（或旧市镇、城区）包括：阿安、皮奥纳、拉索尼耶尔、圣伊莱尔拉普莱讷、圣洛朗、圣伊里耶莱布瓦。

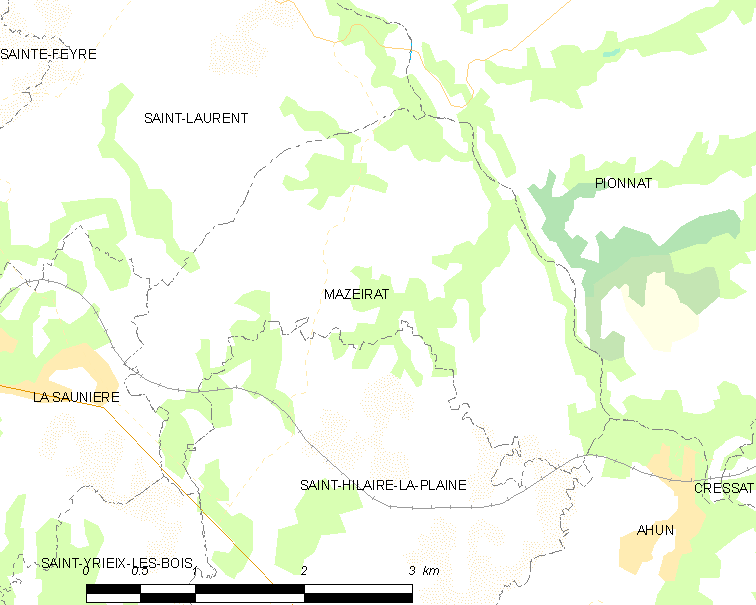
马泽拉的OSM定位图

马泽拉的时区为UTC+01:00、UTC+02:00（夏令时）。

## 行政
马泽拉的邮政编码为23150，INSEE市镇编码为23128。

## 政治
马泽拉所属的省级选区为阿安县。

## 人口

1962-2008年间马泽拉人口变化图示

马泽拉于2022年1月1日时的人口数量为123人。